# Collinder 69
Collinder 69 (ассоциация Лямбды Ориона) — рассеянное звёздное скопление к северо-западу от звезды Бетельгейзе в созвездии Ориона. Находится на расстоянии около 400 парсеков от Солнца, имеет возраст примерно 5 миллионов лет. В состав скопления входит двойная звезда Меисса. Как и всё созвездие Ориона, скопление наблюдается с середины августа на утреннем небе до конца апреля на вечернем небе, до того момента как Солнце приблизится на земном небе к созвездию Ориона. Скопление можно наблюдать как из северного, так и из южного полушария Земли.

## Описание
Скопление движется по орбите в Млечном Пути, обладающей периодом 227,4 миллиона лет и эксцентриситетом 0,06, при этом скопление может удаляться от центра Галактики на 8,6 кпк и приближаться до расстояния 7,7 кпк. Наклон орбиты приводит к тому, что объект может удаляться от галактической плоскости на 80 пк. В среднем скопление пересекает плоскость Галактики каждые 33,3 млн лет.
Звёздное скопление довольно молодое, оно содержит много маломассивных звёзд, несколько звёзд типа T Тельца и коричневых карликов. Примечательным объектом является LOri167, представляющий собой широкую двойную систему из коричневого карлика и, вероятно, объекта планетарной массы. Наблюдения скопления на телескопе Спитцер показали, что 25% маломассивных звёзд и 40% субзвёздных объектов окружены околозвёздными дисками. Два из этих дисков подвергаются активному фотоиспарению Меиссой.

## Молекулярное кольцо и эволюция скопления

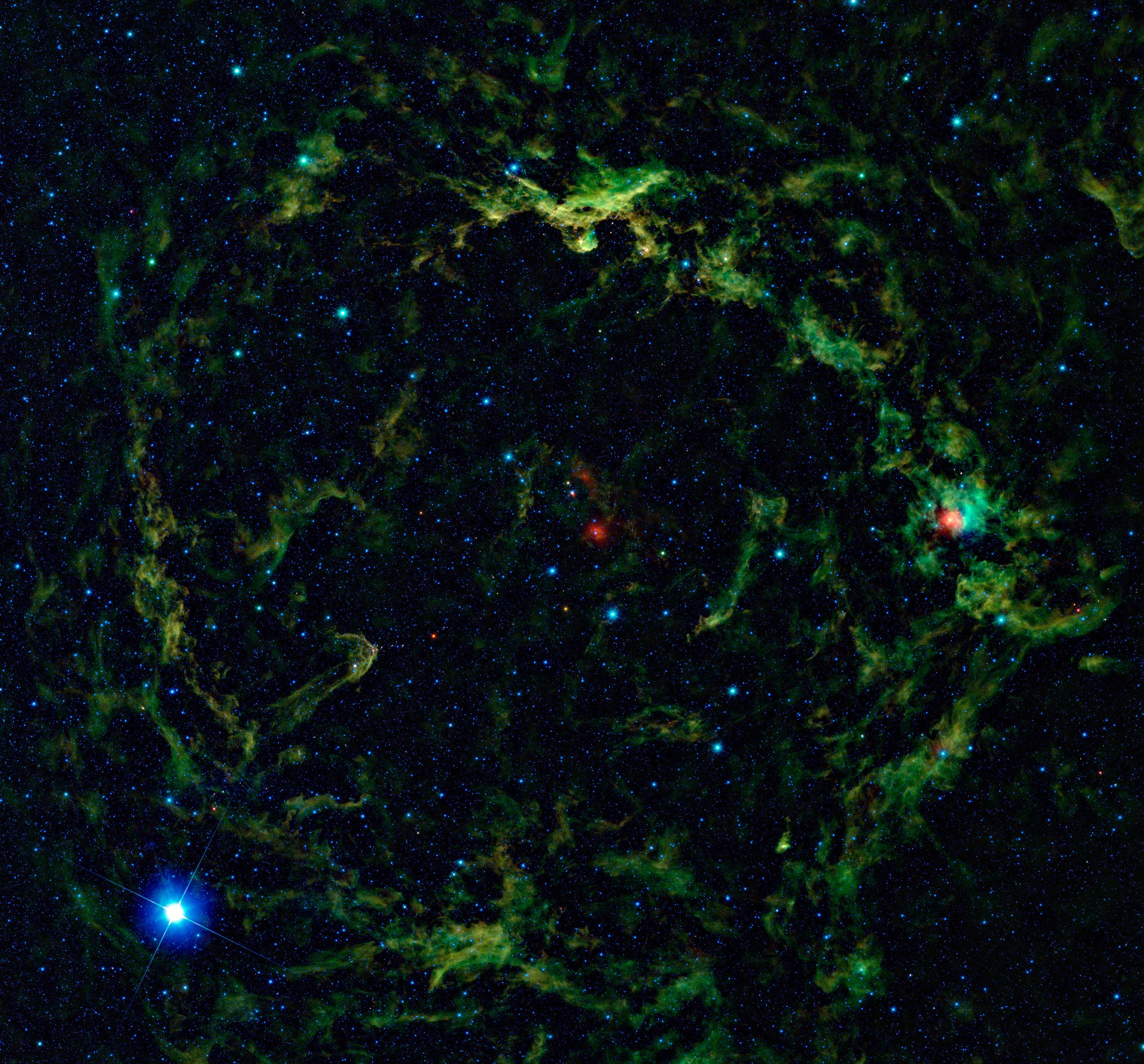
Молекулярное кольцо в инфракрасном диапазоне, наблюдения WISE

Скопление должно было сформироваться в центральной области вытянутого облака, поддерживаемого распределением звёзд до главной последовательности, также сконцентрированных в скопления и ближайших областях в виде вытянутой группы. Массивные OB-звёзды и маломассивные звёзды формируются в центральных областях таких облаков. Близкие к массивным маломассивные звёзды теряют свои околозвёздные диски вследствие фотоиспарения. 
Многие маломассивные звезды, расположенные в нескольких парсеках от звёзд большой массы, смогли сохранить околозвёздные диски. Скопление окружено крупным молекулярным кольцом, названным кольцом Лямбды Ориона. Эту структуру считают остатком сверхновой, вспыхнувшей около миллиона лет назад. При вспышке выброшенное вещество взаимодействовать со сгустками газа в облаках, при этом ядро газового облака разрушилось, создав кольцеобразную структуру.